# Rétapamuline

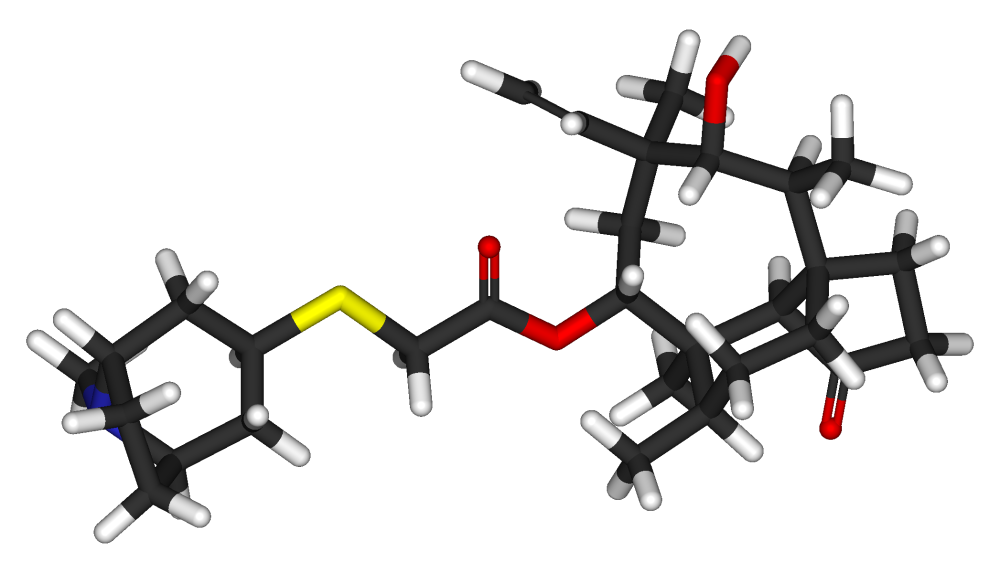
Représentation d'une molécule de rétapamuline.

La rétapamuline est un antibiotique de la famille des pleuromutilines.

## Spectre
Son spectre est essentiellement dirigé contre les bactéries Gram positif, dont le staphylocoque doré. En particulier, il est actif contre des souches résistance à la méticilline mais des résistances commencent à apparaître.

## Pharmacologie
Sous forme de pommade, l'antibiotique ne pénètre que peu dans le sang.

## Efficacité
Le taux de réponse, dans l'impétigo, est proche de 85%, avec une efficacité comparable à celle de l'acide fusidique.